# Aspekter
Aspekter is een compositie van Vagn Holmboe.
Aspekter (Nederlands: Aspecten) is een werk voor blaaskwintet. Holmboe trad daarmee in de voetsporen van zijn voorbeeld Carl Nielsen, die in 1922 zijn Blaaskwintet schreef. Aspekter is geschreven in de componeerstijl, die Holmboe destijds hanteerde; die van de metamorfose. Die metamorfose ondergaat het beginmotief van de hoorn dat keer op keer terugkeert in dit werk. De fluitpartij is geschreven voor de fluitist Holger Gilbert-Jespersen waarvoor Holmboe meerdere werken schreef. Aspekter bestaat uit vijf delen:
- Andante tranquillo
- Andante con moto
- Andante inquieto
- Lento
- Allegro giocoso

De compositie is voor een blaaskwintet bestaande uit dwarsfluit, hobo, klarinet, fagot, hoorn.
Dacapo Records nam Aspekter op in het kader van twee uitgaven van vergeten kamermuziek van de Deense componist. Holmboe schreef over te componeren dat het alleen zinvol was als het beter zou zijn dan wat Nielsen had geschreven. Hierin was hij bij dit werk maar deels geslaagd; het werd uitgegeven en gespeeld. Het blaaskwintet van Holmboe kent in 2019 slechts een verkrijgbare opname; dat van Nielsen is dan in rond de dertig uitvoeringen verkrijgbaar.